# Nordstern (Versicherung)

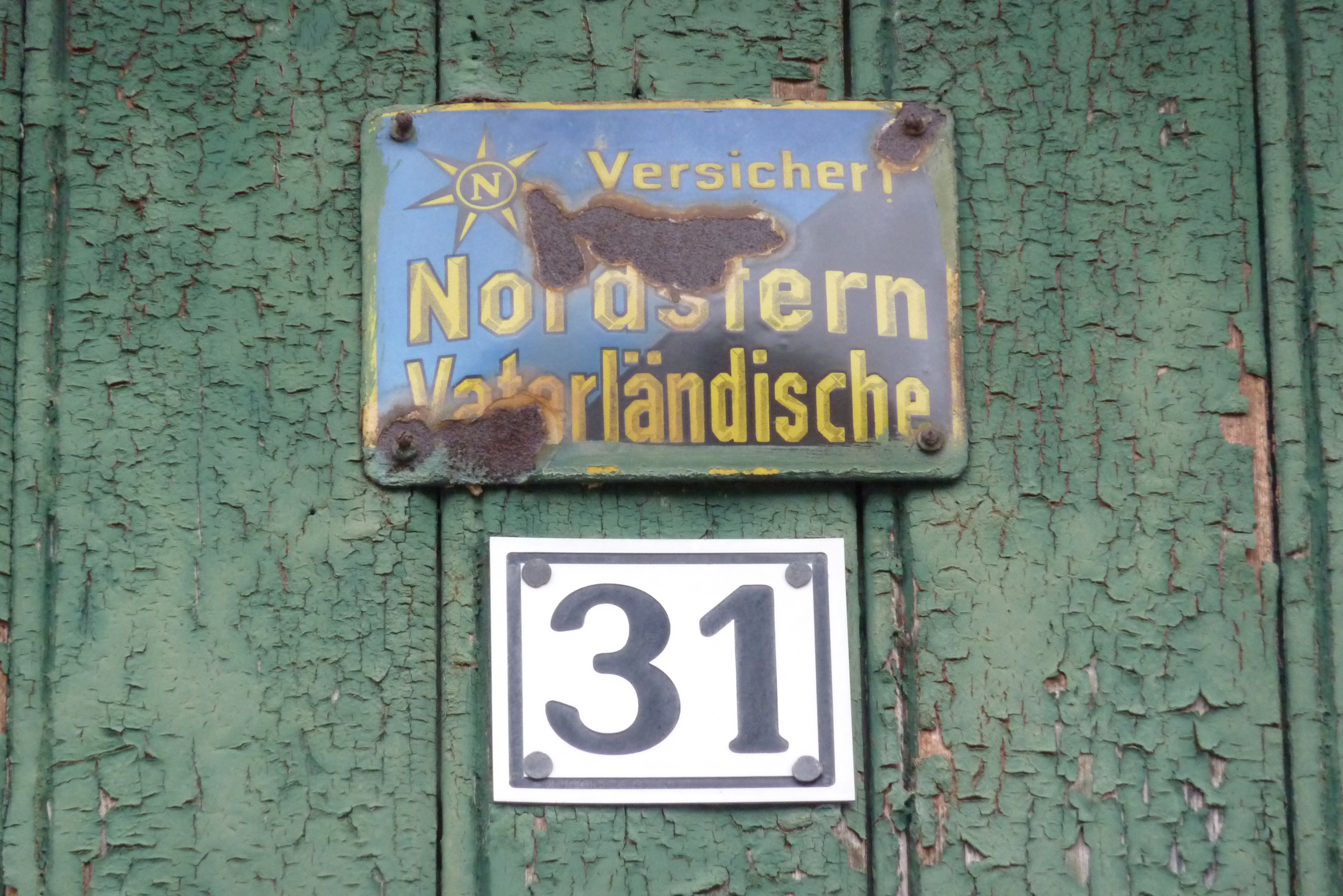
Schild an einem Haus in Niederdrees (2010)

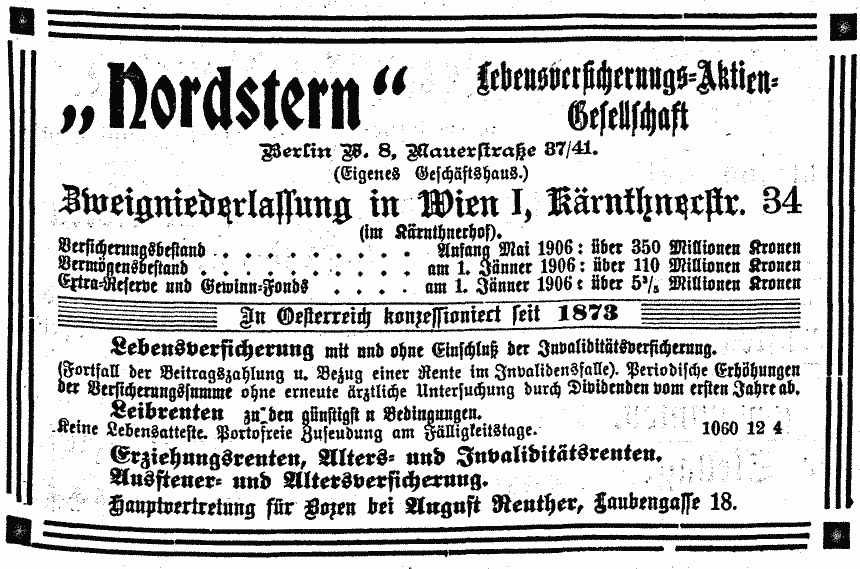
Werbeanzeige für Nordstern (Bozner Nachrichten, 1906)

Nordstern ist ein ehemaliger deutscher Versicherungskonzern, der in den 1990er Jahren in der Axa aufging.

## Geschichte
Bereits 1857 wurde in Hamburg eine See- und Flußversicherung „Nordstern“ gegründet, ein direkter Zusammenhang mit dem späteren Nordstern-Konzern ist allerdings nicht belegt.
Die „Nordstern“ Lebens-Versicherungs-Actien-Gesellschaft wurde 1866/1867 durch Berliner Bankiers gegründet, darunter Franz Mendelssohn, Gerson von Bleichröder, F. W. Krause, Moritz Plaut und Eduard von der Heydt. Bis 1872 hatte sie ihren Sitz im Gebäude der Mendelssohn-Bank, Jägerstraße 52 in der Berliner Friedrichstadt.
Ab 1871 wurde die Nordstern drei Jahrzehnte lang von Franz Gerkrath als Generaldirektor geleitet. Nach seinem Tod übernahm 1901 dessen Sohn Albrecht Gerkrath (1872–1909) die Nachfolge. 1909 übernahm Robert Hackelöer-Köbbinghoff das Amt, nach dessen Tod 1924 wurde Hans Riese Generaldirektor.
1909 bestand die Nordstern-Gruppe aus zwei Gesellschaften, der Nordstern Lebensversicherungs-AG und der Nordstern-Unfallversicherung. Die Nordstern-Unfallversicherung gab nach dem Amtsantritt von Hackelöer-Köbbinghoff das Kleinlebensversicherungsgeschäft auf. Mit dieser strategischen Entscheidung entfiel die soziale Zielsetzung der Gesellschaft und die damit verbundene Dividendenbeschränkung. 1911 begann man mit dem neuen Geschäftsfeld der Automobilversicherung, 1911/1912 wurde die Feuer- und Einbruchdiebstahlsversicherung neu angeboten und die Firma entsprechend in Nordstern Unfall- und Haftpflicht-Versicherungsgesellschaft AG geändert. In diesem Zusammenhang erfolgte eine Kapitalerhöhung auf 6 Millionen Mark. Die Prämieneinnahmen erreichten 1914 5,9 Millionen Mark. 1914 hatte die Nordstern-Lebensversicherung einen Marktanteil von 4 % und 28 Millionen Mark Prämieneinnahmen erreicht.
Wichtigstes Ereignis war im Juni 1914, kurz vor Ausbruch des Ersten Weltkriegs, die Vereinbarung einer Interessengemeinschaft mit der Preußische Feuer-Versicherungs-AG. Diese 1865 gegründete Gesellschaft war mit einem Prämienvolumen von 4,8 Millionen Mark eines der wichtigsten Sachversicherungsunternehmen im Kaiserreich. Sie firmierte nun einige Monate als „Nordstern“ Preußische Feuer-Versicherungs-AG, aber bereits Ende November 1914 fiel der Namensbestandteil „Preußische“ offiziell weg. Im Dezember 1921 wurde die Firma erneut geändert in Nordstern Allgemeine Versicherungs-AG. Der Unternehmenszweck wurde zu dieser Zeit mit Versicherung von Mobilien und Immobilien im In- und Ausland usw. gegen Feuer-, Blitz- und Explosionsgefahr, Einbruch- und sonstige Diebstahlschäden, Wasserleitungsschäden, gegen Glasschäden, gegen Transportschäden (Auto), gegen Verluste aus Realkrediten, gegen Kautions- und Veruntreuungsschäden, gegen Unfall- und Haftpflichtschäden, Aufruhrschäden, direkt oder im Wege der Rückversicherung umrissen. Außerdem hieß es in derselben Quelle: Die Gesellschaft ist die Spitzen-Gesellschaft des Nordsternkonzerns.
Im November 1914 wurde außerdem die Westdeutsche Versicherungs-Bank AG mit Sitz in Essen angegliedert, die Mitte der 1920er Jahre als Zweigniederlassung der Nordstern Feuerversicherungs-AG fortgeführt wurde.
Durch die Änderungen von 1914 ergab sich eine Dreiteilung des Konzerns. Als Sachversicherer trat die „Preußische“ bzw. Nordstern Feuerversicherungs-AG auf, das Unfall- und Haftpflichtangebot wurde von der Nordstern Unfall angeboten, die Lebensversicherungsgesellschaft blieb unberührt.
Der Erste Weltkrieg stellte die Nordstern-Versicherungen vor neue Herausforderungen. Im Sachversicherungsgeschäft waren Kriegsschäden vertragsgemäß ausgeschlossen, nicht aber im Lebensversicherungsgeschäft. Auf Anregung von Hackelöer-Köbbinghoff gründeten die deutschen Lebensversicherungsgesellschaften gemeinsam die Bank Deutscher Lebensversicherungs-Gesellschaften. Diese sollte im Fall hoher Fälligkeiten von Lebensversicherungen durch Kriegstote die langfristigen Anlagen (insbesondere Hypotheken) der Versicherungsgesellschaften aufkaufen und kurzfristig Liquidität sichern. Die Finanzausstattung der Nordstern reichte jedoch aus, so dass man diese Hilfe nicht benötigte. Dennoch führte der Krieg zu hohen versicherungstechnischen Kosten. Bis 1916 waren 12 Millionen Mark an kriegsbedingten Schäden angefallen, für die Folgejahre fehlen die Zahlen.
Der Krieg führte auch zu neuen „Produkten“ der Nordstern, so wurde ab 1915 eine Fliegerschadensversicherung angeboten. Die ebenfalls neue Kriegsanleiheversicherung versprach eine Auszahlung der Versicherungssumme in Kriegsanleihen; ein Angebot, das mehr dem Patriotismus als dem Kundeninteresse geschuldet war.
Das über Jahrzehnte gewachsene Auslandsgeschäft brach durch den Krieg weitgehend zusammen. Das Geschäft in den Feindesländern wurde zu Kriegsbeginn unter Treuhandverwaltung gestellt und später konfisziert, das Geschäft in den befreundeten und neutralen Ländern reduzierte sich durch die territorialen Änderungen nach dem Krieg dramatisch.
Per Saldo ging das Geschäft in den ersten beiden Kriegsjahren zurück, stieg dann jedoch wieder an. Die Prämieneinnahmen lagen nach dem Krieg etwa auf dem Niveau von 1914.
1917 übernahm die Nordstern 87 % des Kapitals der Düsseldorfer Allgemeine Versicherungs-Actien-Gesellschaft, und Hackelöer-Köbbinghoff saß im Aufsichtsrat dieses Unternehmens. Bereits 1921 wurden die Anteile jedoch wieder verkauft. Stattdessen wurde im April 1920 die Nordstern Transport-Versicherungs-AG gegründet, in der das Transportversicherungsgeschäft gebündelt wurde, aber auch Versicherungen aller Art, deren Betrieb nicht der Beaufsichtigung nach Maßgabe des Reichsgesetzes über die privaten Versicherungs-Unternehmen vom 12. Mai 1901 unterliegt.
Nach den Herausforderungen des Ersten Weltkriegs musste der Konzern diejenigen der Hochinflation meistern. In der Sachversicherung entstand hierdurch automatisch eine massive Unterversicherung. Vor allem aber verloren die Geldanlagen der Versicherung massiv an Wert. Das Management unter Hackelöer-Köbbinghoff unterschätzte diese Gefahren deutlich. So fiel auch eine Entscheidung, die für das Unternehmen existenzgefährdend wurde: 1920 erwarb die Nordstern die Teutonia-Versicherungsgesellschaft mit Sitz in Leipzig. Diese hatte ein bedeutendes Auslandsgeschäft, darunter einen Bestand von 28 Millionen Schweizer Franken, der nur mit 1,16 Millionen Franken kongruent abgesichert war. Die Nordstern selbst hatte vorher kein Valutenrisiko in den Büchern gehabt. In den Folgejahren brach der Kurs der Mark inflationsbedingt gegenüber dem Franken ein, die Nordstern musste aber weiter die hohen Verpflichtungen in Auslandswährung bezahlen.
Dies erforderte eine Verbesserung der Kapitalausstattung. Nach umfangreichen Verhandlungen mit verschiedenen Unternehmern gelang es Robert Hackelöer-Köbbinghoff 1923, den Unternehmer Hugo Stinnes von einer Beteiligung zu überzeugen. Stinnes übernahm ein Aktienpaket im Nominalwert von 22,5 Millionen Mark, das aus einer Kapitalerhöhung hervorging. Auch sollte die Nordstern durch diese Verflechtung von den internationalen Beziehungen des Stinnes-Konzerns profitieren. Stinnes baute seine Beteiligung später zu einer Aktienmehrheit aus.

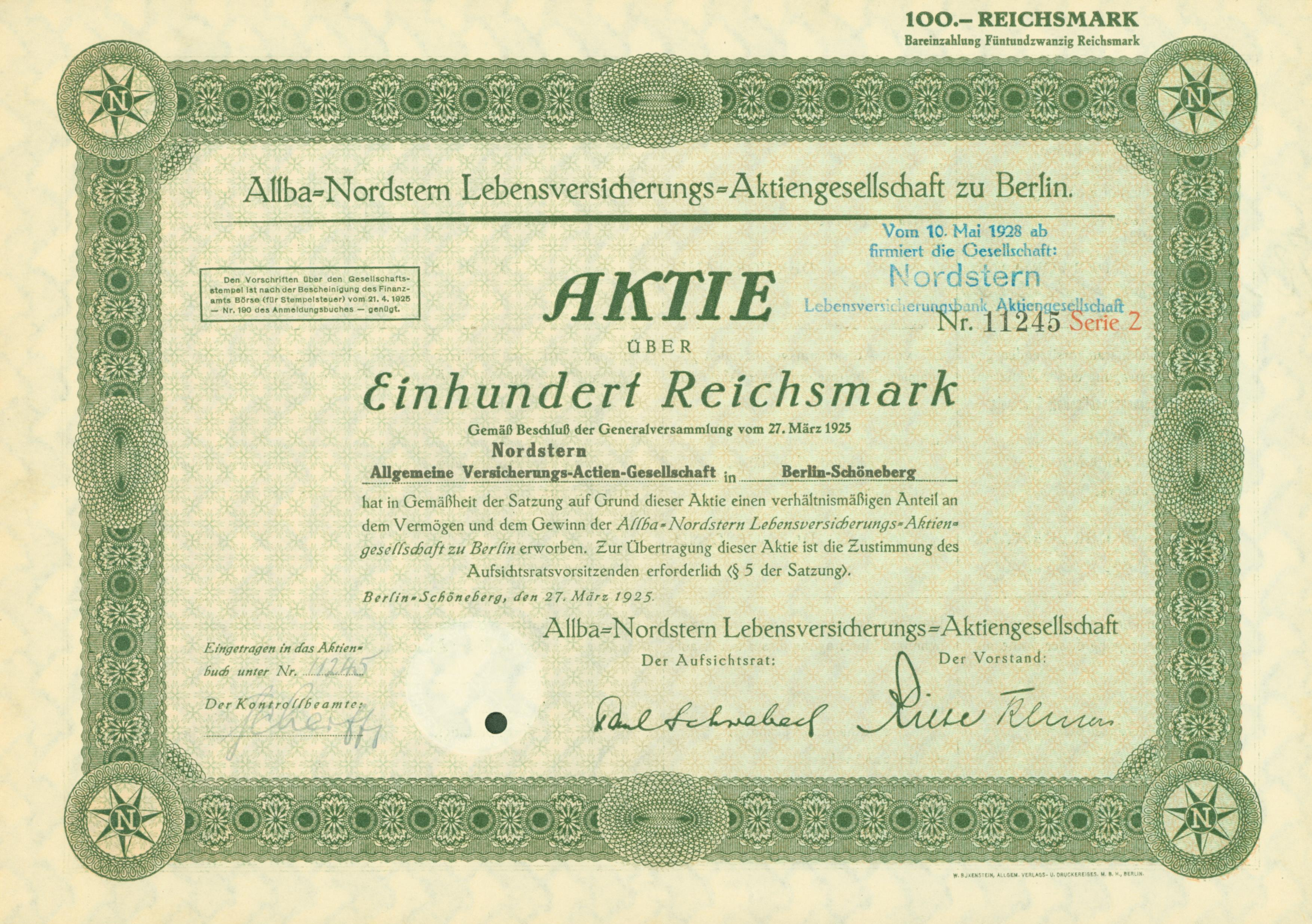
Aktie über 100 RM der Allba-Nordstern Lebensversicherungs-AG vom 27. März 1925

Möglicherweise im Zusammenhang mit der Stinnes-Beteiligung kam es im Juni 1923 zur Gründung der Nordsternbank AG, als deren Unternehmenszweck 1925 der Betrieb von Bank- und Handelsgeschäften aller Art, insbesondere die Ausführung von Bankgeschäften für die Gesellschaften des Allba-Nordstern-Konzerns angegeben wurde.
Die Allba-Nordstern Lebensversicherungs-AG entstand im gleichen Jahr durch Übernahme der erst 1922 gegründeten „Allba“ Allgemeine Lebensversicherungs-Bank AG. Das Aktienkapital betrug 4 Millionen Reichsmark, im Unternehmenszweck wurden Lebens-, Renten-, Pensions-, Spar- und Unfallversicherungen erwähnt. Alle neu abgeschlossenen Lebensversicherungen lagen bei dieser Gesellschaft; die alte Nordstern Lebensversicherungs-AG hieß seit Anfang 1923 AG für Lebens- und Renten-Versicherung und diente lediglich der Abwicklung alter, vor der Währungsreform geschlossener Versicherungsverträge, die noch formal auf quasi wertlose Papiermark-Beträge liefen, und stand in stiller Liquidation.
Während der Deutschen Bankenkrise im Mai 1931 geriet der Nordstern-Konzern in Schwierigkeiten. Am 30. Mai gab der Versicherungskonzern einen Verlust von 28 Millionen Reichsmark bekannt, und die Kreditkündigungen nahmen zu.
Von 1931 bis 1961 war Edgar Schnell Generaldirektor der „Nordstern“ Allgemeine Versicherung und ab 1949 auch der „Nordstern“ Leben. Die Nordstern Allgemeine eröffnete neben Berlin einen zweiten Hauptsitz in Köln, die Nordstern Leben kam danach über Bremen auch nach Köln. Im Geschäftsjahr 1954 lag die Gesamtprämieneinnahme bei rund 80 Millionen DM, 1964 bei 224 Millionen D-Mark. Nach Zuführung der Spezialrücklagen aus dem Gesamtüberschuss betrug der Reingewinn 1964 2,2 Millionen D-Mark.
1995 wurde die Nordstern von der Colonia Versicherung gekauft. Anschließend wurde der Zusammenschluss von der Axa übernommen.

### Immobilienbesitz / Bauliche Zeugnisse der Unternehmensgeschichte

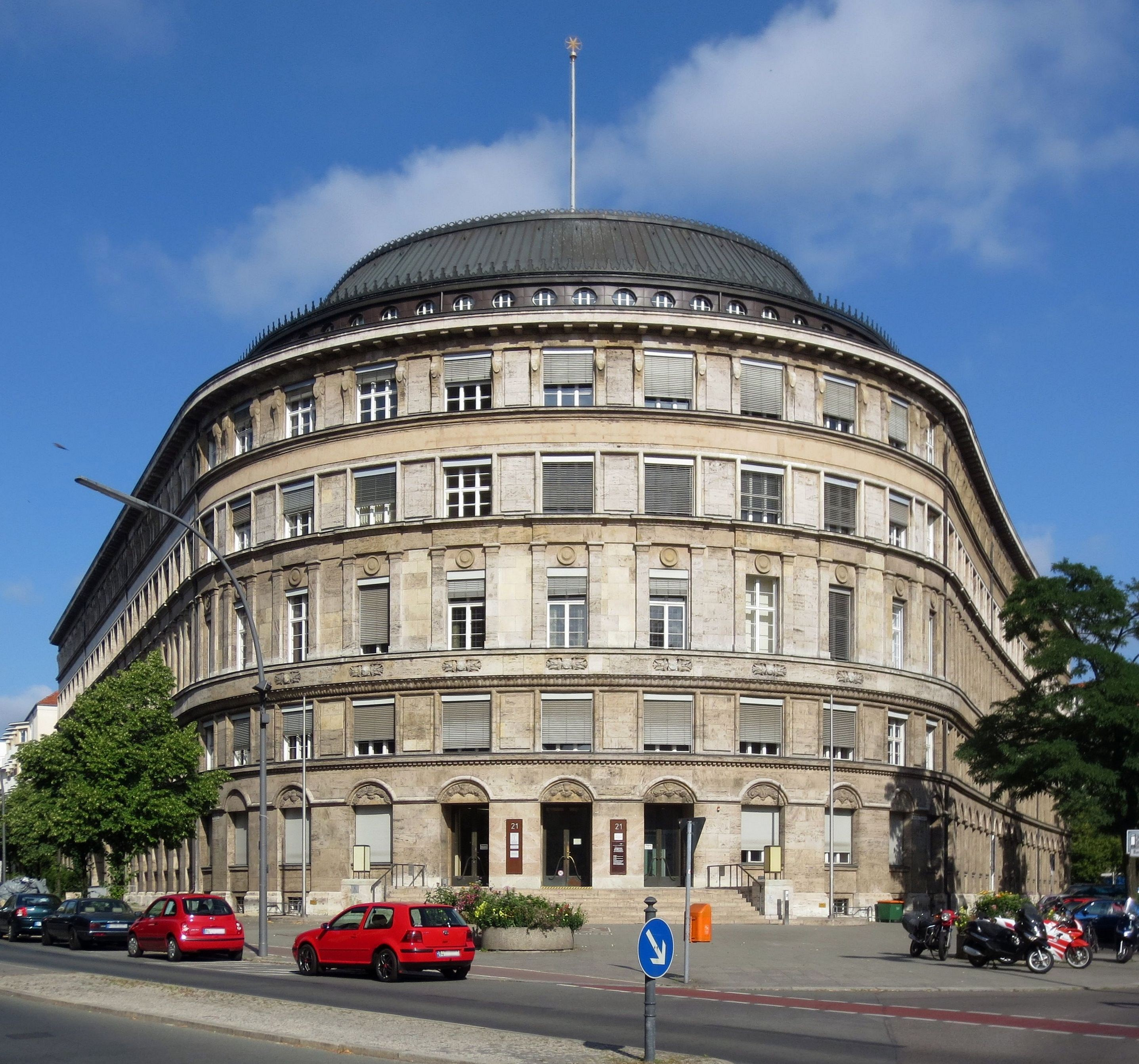
Drittes Nordsternhaus in Berlin-Schöneberg (2013)

An die Nordstern-Versicherungen erinnern drei unter Denkmalschutz stehende Verwaltungsgebäude in Berlin, die nacheinander die Hauptverwaltung beherbergten und Zeugnis vom Wachstum des Unternehmens geben:
- Vom 1900–1901 erbauten zweiten Nordsternhaus an der Mauerstraße in Berlin-Mitte sind nur noch Reste der von den Architekten Heinrich Kayser und Karl von Großheim entworfenen Fassade erhalten.
- Das dritte Nordsternhaus entstand 1913–1914 in Berlin-Schöneberg am Nordsternplatz nach Entwurf der Architekten Paul Mebes und Paul Emmerich.[12][13] Die Verwaltung dieser Immobilie wurde in die Nordsternhaus GmbH ausgegliedert.[2]
- Das vierte Nordsternhaus wurde 1935–1936 nach Entwurf des Architekten Otto Firle am Fehrbelliner Platz in Berlin-Wilmersdorf gebaut.

Außerdem gab es in verschiedenen deutschen Städten „Nordsternhäuser“, die Niederlassungen des Versicherungskonzerns beherbergten und teilweise als Geldanlage gebaut oder gekauft wurden. Durch eine bauzeitliche Publikation ist das im Zweiten Weltkrieg zerstörte Nordsternhaus in Dortmund überliefert, das an der Ostseite des Markts 1906–1907 ebenfalls nach Entwurf der Architekten Heinrich Kayser und Karl von Großheim für die Nordstern-Versicherungen errichtet wurde.
Ende 1931 wurden als Immobilieneigentum der Nordstern-Gesellschaften genannt:
a) für die Nordstern Allgemeine Versicherungs-AG
- das dritte Nordsternhaus in Berlin-Schöneberg (siehe oben)
- Mehrfamilienwohnhaus Binger Straße 35 in Berlin-Wilmersdorf (mit drei Mietern, davon einer als Privatier und zwei als Direktoren bezeichnet[16])
- Wohn-, Büro- und Geschäftshäuser Dorotheenstraße 63 und 64 in der Berliner Dorotheenstadt (mit zusammen neun Mietparteien[17]; nicht erhalten)
- Büro- und Geschäftshaus Kochstraße 3 in der Berliner Friedrichstadt (mit Bezirksdirektion I der Nordstern Allgemeine Versicherungs-AG und weiteren 14 Gewerbemietern[18]; nicht erhalten)
- Wohn-, Büro- und Geschäftshaus Wilhelmstraße 143 in der Berliner Friedrichstadt (mit ca. 14 Mietparteien[19]; nicht erhalten, Straßenabschnitt an der Einmündung in den heutigen Mehringplatz nach 1945 aufgelassen)
- Verwaltungsgebäude Breite Straße 8 in Düsseldorf (erbaut 1890 für die Düsseldorfer Allgemeine Versicherungsgesellschaft für See-, Fluß- und Landtransport, nicht erhalten)
- Wohnhaus Schäferstraße 9 in Düsseldorf-Pempelfort
- Am Wehrhahn 90 in Düsseldorf
- Verwaltungsgebäude (mit Direktorenwohnhaus) Viktoriastraße 21 (17–21) in (Wuppertal-)Elberfeld (erbaut 1901 für die Vaterländische Feuer-Versicherungs-AG nach Entwurf des Architekten Heinrich Plange[20], 1929 durch Fusion Eigentum der Nordstern; nicht erhalten)
- Hellerstraße 6/8 in (Wuppertal-)Elberfeld
- Verwaltungsgebäude Huyssenallee 10 in Essen (erbaut 1874 eventuell für die Westdeutsche Versicherungs-Bank AG bzw. ein Vorgänger-Unternehmen, spätestens um 1925 mit Nordstern-Niederlassung und genannt Nordsternhaus; nicht erhalten)[21]
- Verwaltungsgebäude (mit Direktorenwohnhaus) Wörthstraße 10 in Köln (erbaut 1910 für die Rhenania-Versicherungsgesellschaft nach Entwurf des Kölner Architekturbüros Schreiterer & Below, 1929 durch Fusion Eigentum der Nordstern; nicht erhalten)[22]
- Gereonstraße 43–47 in Köln
- Karakeuy in Istanbul-Galata
- Feldbergplatz 5 in Mainz
- Friedrich-Ebert-Straße 22 in Saarbrücken (ab 1935 Sulzbachstraße 22?)
- Frauenplan 6 in Weimar (Wohn- und Geschäftshaus „Hansa-Haus“, erbaut 1905 durch den Weimarer Architekten Rudolf Zapfe, Bauherr oder spätere Eigentümer nicht genannt; erhalten)
- Albertusstraße 2/4 in Mönchengladbach

b) für die Nordstern Lebensversicherungsbank AG
- Contrescarpe 100a in Bremen
- Birkenstraße 35 in Bremen
- Mehrfamilienwohnhaus Westtorgraben 1 / Kontumazgarten in Nürnberg (erbaut um 1901; unter Denkmalschutz[24])
- Wohn- und Geschäftshaus Prinzenstraße 13 / Sophienstraße in Hannover (unter Denkmalschutz[25])
- Staatsbürgerplatz 12 in Magdeburg (heutiger Universitätsplatz)
- Zeilenwohnhaus Zweigertstraße 11 in Essen-Rüttenscheid (erbaut um 1910; nach Kriegsschäden erheblich verändert)
- Mehrfamilienwohnhaus Promenadenstraße 6 in Leipzig (nach 1945 Käthe-Kollwitz-Straße 6; erbaut um 1880, bis mindestens 1924 in privatem Eigentum[26], 1933 Sitz der Bezirksdirektion Leipzig der Nordstern[27]; unter Denkmalschutz[28])
- Ludwigstraße 17a in München-Maxvorstadt (anscheinend Hintergebäude zur Baugruppe Ludwigstraße 15/17/19), diese erbaut um 1830, Entwurf der Fassaden von Leo von Klenze; unter Denkmalschutz[29]
- Augustastraße 22 in (Wuppertal-)Barmen (heutige Heinrich-Janssen-Straße)